# Saint-Thibaut
Saint-Thibaut è un comune delegato di Bazoches-et-Saint-Thibaut, nel dipartimento dell'Aisne della regione dell'Alta Francia. In precedenza comune autonomo, il 1º gennaio 2022 è confluito insieme all'ex comune di Bazoches-sur-Vesles nel nuovo comune di Bazoches-et-Saint-Thibaut.

## Società

### Evoluzione demografica
Abitanti censiti